# (18295) Borispetrov
(18295) Borispetrov est un astéroïde de la ceinture principale.

## Description
(18295) Borispetrov est un astéroïde de la ceinture principale. Il fut découvert le 2 octobre 1978 à Naoutchnyï par Lioudmila Jouravliova. Il présente une orbite caractérisée par un demi-grand axe de 2,67 UA, une excentricité de 0,26 et une inclinaison de 10,4° par rapport à l'écliptique.

## Compléments